# Bergland (Weinbauregion)

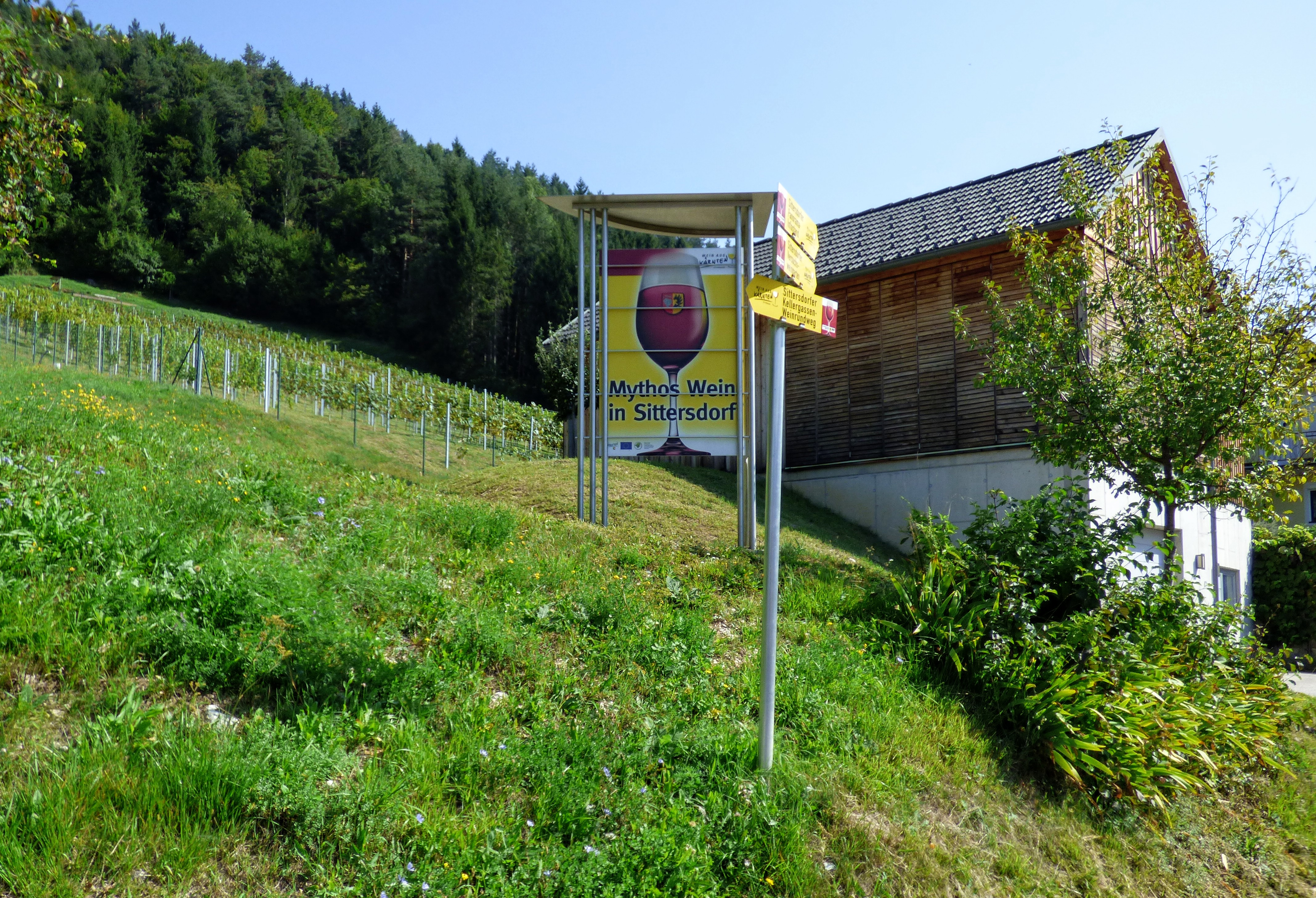
Weinbau in Sittersdorf in Kärnten

Die Weinbauregion Bergland ist mit rund 237 Hektar Rebfläche die mit Abstand kleinste Weinbauregion in Österreich. Sie umfasst die Anbaugebiete der fünf Bundesländer Oberösterreich, Kärnten, Salzburg, Tirol und Vorarlberg. Die Weinbauregion erlebte in den letzten Jahren ein starkes Wachstum und wuchs von 82 Hektar Rebfläche im Jahr 2009  auf 237 Hektar an.

## Weinbauregion Bergland nach Bundesland
Kärnten
- Lage: Bezirk St. Veit rund um den Längsee und Burg Hochosterwitz, im Lavanttal und im Umfeld der Städte Klagenfurt und Feldkirchen
- Weißweinsorten: 80 % (hauptsächlich weiße Burgundersorten, Sauvignon Blanc, Riesling, Traminer)
- Rotweinsorten: Zweigelt, Blauer Burgunder
- Anbaufläche: 170 ha

Oberösterreich

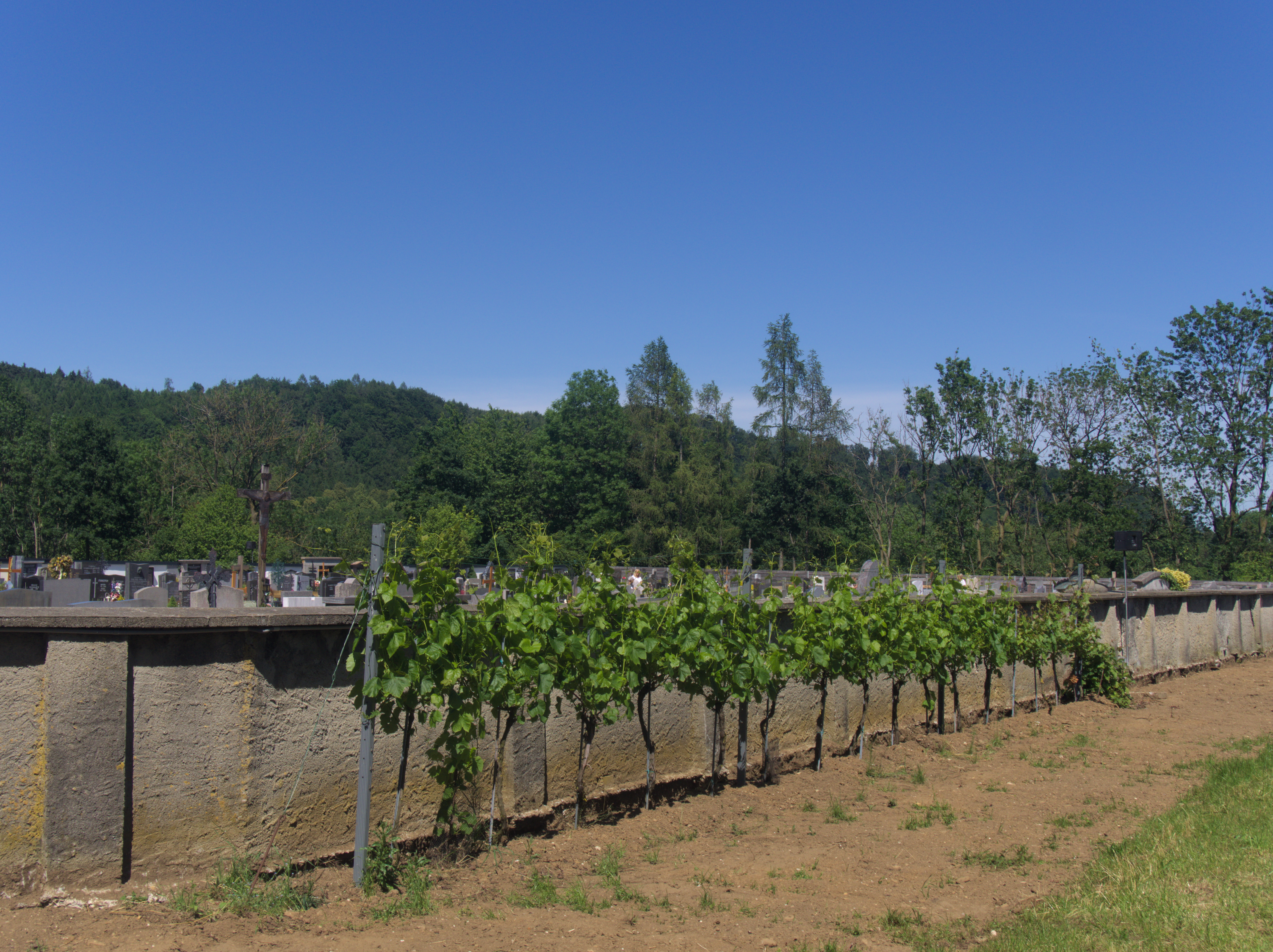
Weinreben an der Friedhofsmauer von Regau

- Lage: einzelne auf das gesamte Bundesland aufgeteilte kleinere sonnige Lagen
- Weißweinsorten: Grüner Veltliner, Chardonnay
- Rotweinsorten: Zweigelt, Roesler
- Anbaufläche: 45 ha

Salzburg
- Lage: am Untersberg bei Großgmain, am Mönchsberg in Salzburg und bei der Benediktinerabtei Michaelbeuern
- Weißweinsorten: Frühroter Veltliner, Grüner Veltliner, Gelber Muskateller
- Rotweinsorten: Zweigelt
- Anbaufläche: 7 ha

Tirol
- Lage: Gemeinden Haiming, Tarrenz und Silz
- Weißweinsorten: Chardonnay
- Rotweinsorten: Blauer Burgunder
- Anbaufläche: 5 ha

Vorarlberg
- Lage: Gemeinden Bregenz und Röthis sowie im Walgau
- Weißweinsorten: Müller-Thurgau, Riesling
- Rotweinsorten: Blauer Burgunder
- Anbaufläche: 10 ha

## Geschützte geographische Angabe
Bergland ist eine geschützte geografische Angabe (g.g.A.) für Wein der traditionellen Bezeichnung Landwein sowie für teilweise gegorenen Traubenmost der traditionellen Bezeichnung Sturm. Die Angabe einer kleineren geographischen Bezeichnung, also beispielsweise für das Bundesland, ist hierbei nicht zulässig. Die Angabe dient somit der Herkunftsbezeichnung einfacherer Weine, für die keine spezifischere geschützte Ursprungsbezeichnung in Anspruch genommen werden kann.